# Juan Carlos Sánchez Martínez
Juan Carlos Sánchez Martínez (Calviá, 27 de julio de 1987), conocido como Juan Carlos, es un futbolista español que actualmente está libre.

## Trayectoria
Un producto de la cantera del Villarreal C. F., debutó en el primer equipo el 13 de abril de 2008, en una derrota 0-1 ante la U. D. Almería. Durante las siguientes temporadas, fue tercera opción, detrás de Diego López y el uruguayo Sebastián Viera.
En julio de 2011 el Villarreal C. F. y Elche C. F. llegaron a un acuerdo para la cesión por una temporada del guardameta Juan Carlos Sánchez a la entidad franjiverde. En la campaña anterior el jugador disputó 5 partidos de Copa y 1 de Liga Europa con el primer plantel amarillo.
En julio de 2012 retomó de nuevo al Villarreal C. F. en el que fue una pieza clave en el ascenso a la Liga BBVA, quitándole el puesto a Diego Mariño.
El guardameta abandonó el Villarreal C. F. en 2015, para jugar en el Albacete Balompié (34 partidos en el campeonato de Segunda División A) y al término de la temporada y consumarse el descenso a la Segunda B, en julio de 2016 se convirtió en refuerzo del Real Oviedo, firmando un contrato hasta junio de 2018. En julio de 2018 se anunció su incorporación al C. D. Numancia para las siguientes dos temporadas, donde se afianzó como el portero titular en su primer año.
El 30 de julio de 2020 se convirtió en el primer fichaje del C. D. Atlético Baleares para la temporada 2020-21. El 28 de enero de 2021, rescinde su contrato, tras ser titular en 8 partidos.

## Clubes
| Club                    | País   | Año       |
| ----------------------- | ------ | --------- |
| Villarreal C. F. B      | España | 2005-2010 |
| Villarreal C. F.        | España | 2010-2015 |
| Elche C. F. (cedido)    | España | 2011-2012 |
| Albacete Balompié       | España | 2015-2016 |
| Real Oviedo             | España | 2016-2018 |
| C. D. Numancia          | España | 2018-2020 |
| C. D. Atlético Baleares | España | 2020-2021 |